# راسيل سبرينغر
راسيل سبرينغر (بالإنجليزية: Russ Springer)‏ هو لاعب كرة قاعدة أمريكي، ولد في 7 نوفمبر 1968 في الإسكندرية في الولايات المتحدة.

## وصلات خارجية
- راسيل سبرينغر على موقع دوري كرة القاعدة الرئيسي (الإنجليزية)
- راسيل سبرينغر على موقعبيزبول رفرنس.كوم (الدوري الرئيسي) (الإنجليزية)
- راسيل سبرينغر على موقع إي إس بي إن.كوم (أم.أل.بي) (الإنجليزية)
- راسيل سبرينغر على موقع مشجعي الرسوم البيانية (الإنجليزية)